# 維茲尼齊亞河
維茲尼齊亞河（烏克蘭語：Визниця），是烏克蘭的河流，位於該國西部外喀爾巴阡州，屬於拉托里察河的右支流，發源自普茲尼亞基夫齊以東，流經穆卡切沃區，河道全長20公里，流域面積160平方公里。